# Екстравертност и интровертност
Екстравертността и интровертността са понятия, използвани от Ханс Айзенк в неговата концепция за личността на човека. Те са описани за първи път от Карл Густав Юнг. Авторът си служи с три определения, за да опише личността.

## Екстравертност
Екстравертността е в най-общ смисъл насоченост навън. Това обхваща висока комуникативност, стремеж към поддържане на много и интензивни социални контакти, насочване на фокуса към околния свят, висока сензитивност към външните стимули и т.н. Екстравертите предпочитат шумни компании, в които да бъдат център на внимание, разходки, непрестанна динамика на света около себе си.

## Интровертност
Интровертността е тенденцията човек да е съсредоточен главно върху вътрешния си свят. Интровертите са тихи, сдържани, премислят внимателно действията си и са сравнително слабо ангажирани в социални връзки. При възникване на конфликт или критична ситуация те са склонни да търсят причините в себе си и често анализират собствените си действия и постъпки.
Не бива да се поставя знак за равенство между интроверсия и асоциалност.